# Заразливий. Психологія вірусного маркетингу
Заразливий. Психологія вірусного маркетингу (англ. Contagious: Why Things Catch On by Jonah Bergerk) - книжка Йона Берґера, професора Уортонського університету; бестселер New York Times, Wall Street Journal, книга року за версією Amazon, найкраща маркетингова книга 2014 за версією American Marketing Association. Вперше опублікована 5 березня 2013 року. В 2015 році перекладена українською видавництвом «Наш формат» (перекладач - Олена Замойська).

## Огляд книги
Чому про одні речі люди говорять частіше та активніше ніж про інші? Чому певні продукти западають в душу, ідеї масово розповсюджуються, а онлайн-контент поширюється як вірус? Якщо ви відповіли, що це завдяки рекламі, тоді подумайте ще раз. Йону Берґеру знадобився десяток років для пошуку відповідей на ці питання. В дійсності слова, вимовлені з уст людини, в десятки разів ефективніші за будь-яку рекламу. 
В книжці новаторське дослідження Берґера підкріплене реальними вражаючими історіями. Як розкішному стейк-хаусу вдалось стати відомим через далеко не найкращий сирний стейк? Чому реклама проти наркотиків може навпаки спровокувати збільшення обсягів та поширення їх вжитку? Та чому більш ніж 200 мільйонів споживачів діляться відео про один ще й до всього нецікавий продукт - блендер? Як соціальний вплив формує наші дії при виборі машини, одягу та навіть ім’я для дитини?  [Архівовано 27 вересня 2018 у Wayback Machine.]
Книжка буде цікавою для менеджерів великих компаній, власників невеликого бізнесу, маркетологів, політиків, економістів та всіх кому цікаві специфічні та водночас дієві техніки розповсюдження інформації. Дізнайтеся шість основних принципів, що зроблять річ «заразною» - від споживчих продуктів та політичних ініціатив до послуг та ідей в межах організацій.  [Архівовано 20 жовтня 2018 у Wayback Machine.]

## Переклад українською
- Берґер, Йон. Заразливий. Психологія вірусного маркетингу / пер. Олена Замойська. К.: Наш Формат, 2015. — 200 с.